# Bahnhof Kempen (Niederrhein)
Der Bahnhof Kempen (Niederrhein) ist der Bahnhof der Stadt Kempen am Niederrhein. Er liegt an der linksniederrheinischen Strecke.
Früher lagen drei weitere Bahnstrecken an dem Bahnhof, die heute stillgelegt sind: Von 1902 bis 1931 verkehrte die Geldernsche Kreisbahn (Kempen – Wachtendonk – Straelen – Kevelaer); die 1867 eröffnete Bahnstrecke Kempen–Venlo wurde über 100 Jahre betrieben. Die Krefelder Eisenbahn-Gesellschaft verkehrte in Kempen seit 1872, der Personenverkehr wurde 1949 nach Oedt und 1951 nach Hüls (Krefeld) eingestellt, der Güterverkehr nach Oedt 1985, der Restverkehr nach Schauteshütte 1981. 

## Lage und Aufbau
Der Bahnhof Kempen liegt unmittelbar nordöstlich der Altstadt. Die Bahnstrecke ist im Bereich des Bahnhofs zweigleisig, teilweise dreigleisig, und verfügt über zwei Seitenbahnsteige, von denen der westliche der Hausbahnsteig ist. Unmittelbar westlich des Bahnhofs befindet sich der zum Bahnhof zugehörige Busbahnhof. Sein Zugang ist ebenerdig und die Bahnsteige können über Treppen und Rampen erreicht werden. Damit ist der Bahnhof barrierefrei.
Das Empfangsgebäude wird dreiteilig genutzt: Das rechte Drittel beheimatet den Kulturbahnhof KuBa, welcher von einem Verein betrieben wird. In der Mitte befindet sich eine öffentliche Wartehalle, im linken Drittel ein Kiosk. Die Unterführung unter den Bahngleisen ist sehr breit ausgeführt. Westlich geht sie in eine Freitreppe über, die städtebaulich in eine Art kleines Amphitheater integriert ist, das abwechselnd aus Stein- und Grünflächen besteht. Östlich des Bahnhofs geht die Überführung in den Arnoldplatz über, der zum Finanzamt der Stadt Kempen führt.

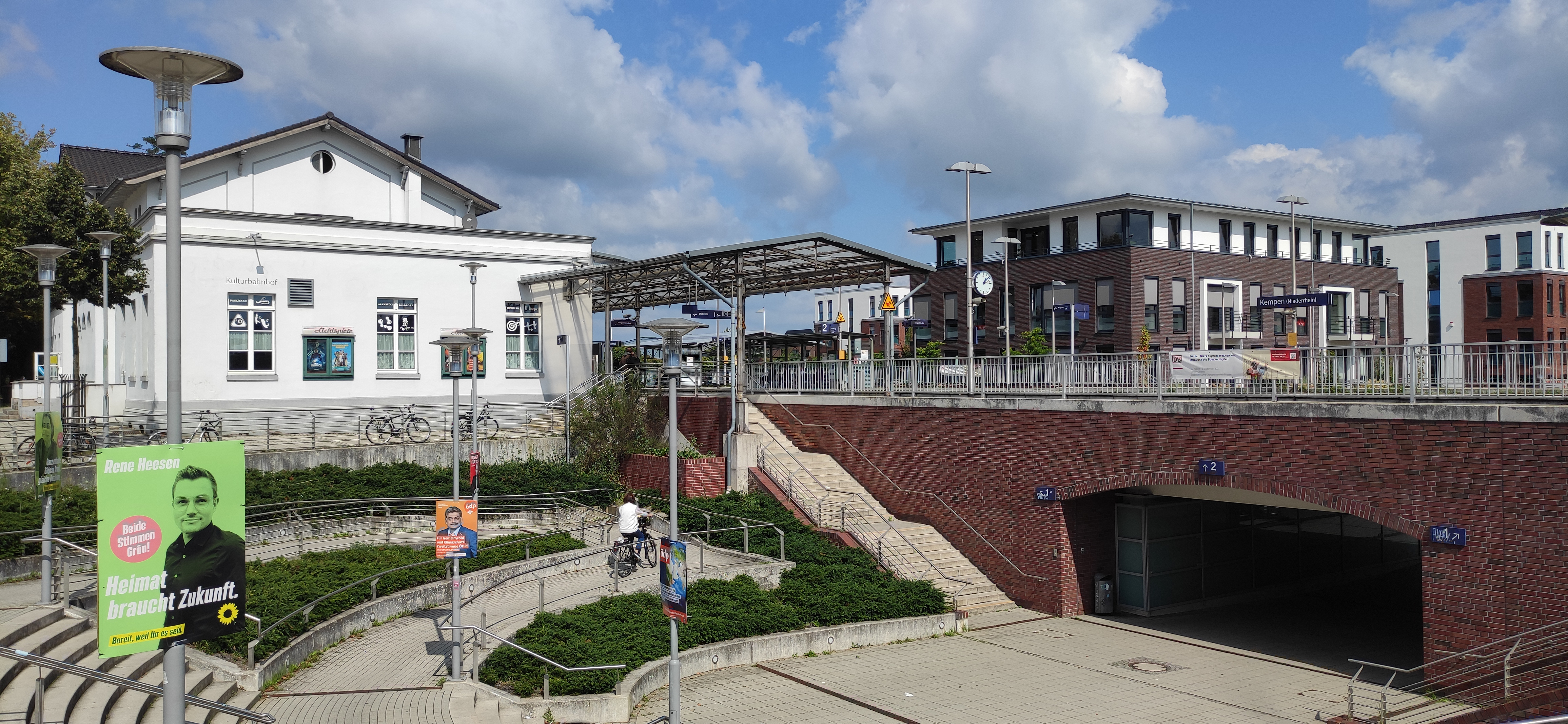
Ansicht von Westen

### Ausstattung
Der Bahnsteig an Gleis 1 ist teilweise überdacht, an Gleis 2 sind Wetterschutzhäuschen installiert. Im vierten Quartal 2020 wurden weitere Unterstände aufgebaut. Toiletten befinden sich im Empfangsgebäude. Große Fahrradabstellanlagen an allen Ausgängen des Bahnhofs ermöglichen die Anreise oder Weiterreise mit dem Fahrrad. Im Anschluss an Gleis 2 sind große kostenfreie Park & Ride-Parkplätze für PKWs vorhanden. Reisende des Bahnhofs wurden über sogenannte Dynamischer Schriftanzeiger informiert. 15 Minuten vor Einfahrt eines Zuges wurden Reisende über eine Laufschrift über den Zug informiert. Auch  Abweichungen vom Fahrplan wurden so dargestellt. Dazu wurden automatisch erzeugte Ansagen über den am Dynamischen Schriftanzeiger angebrachten Lautsprecher erzeugt. Im Februar 2021 war der Probebetrieb für die neuen Dynamischen Schriftanzeiger der Deutschen Bahn in Kempen, welche sich durch größere Anzeigefläche und mehr Komfort auszeichnen, geplant. Der Probebetrieb wurde zunächst auf Grund der Corona-Pandemie auf unbestimmte Zeit verschoben, da noch Zertifizierungen für die neuen Geräte erforderlich waren. Im zweiten Quartal 2022 wurden die neuen Fahrgastinformationsanlagen an beiden Bahnsteigen in Betrieb genommen. Sowohl neue Dynamische Schriftanzeiger (DSA+) als auch digitale Informationsvitrinen wurden installiert. Die neuen DSA+ informieren den Reisenden mit Hilfe von statischen Elementen über die nächsten drei Verbindungen. Sobald Änderungen im Fahrplan auftreten, z. B. Verspätung, Ausfall, Gleiswechsel, Umleitung etc., werden die statischen, geänderten Informationen weiß hervorgehoben, um Abweichungen visuell zu unterschreiben. Außerdem wird auf Piktogramme gesetzt, die von Informationsanlagen aus größeren Bahnhöfen bekannt sind. Bei Abweichungen erfolgen Durchsagen, die nun mit dem DB-typischen Vorgong angekündigt werden. Diese Durchsagen werden regelmäßig wiederholt (im 10-Minuten-Takt und 5 Minuten vor neuer Ankunftszeit) und können bei Bedarf über einen Taster angefordert werden. Der Taster dient ebenfalls zum Vorlesen der nächsten Abfahrten und des stationsbezogenen Hinweises, der ergänzend zu den nächsten zwei Verbindungen visuell über eine Laufschrift angezeigt wird, sofern größere Beeinträchtigungen vorliegen (z. B. Bauarbeiten oder andere Störungen).
Digitale Informationsvitrinen veranschaulichen zusätzlich die nächsten Abfahrten in Echtzeit und aktuelle Anschlussverbindungen der Busse vom Bahnhofsvorplatz mit zugehörigen Steignummern.

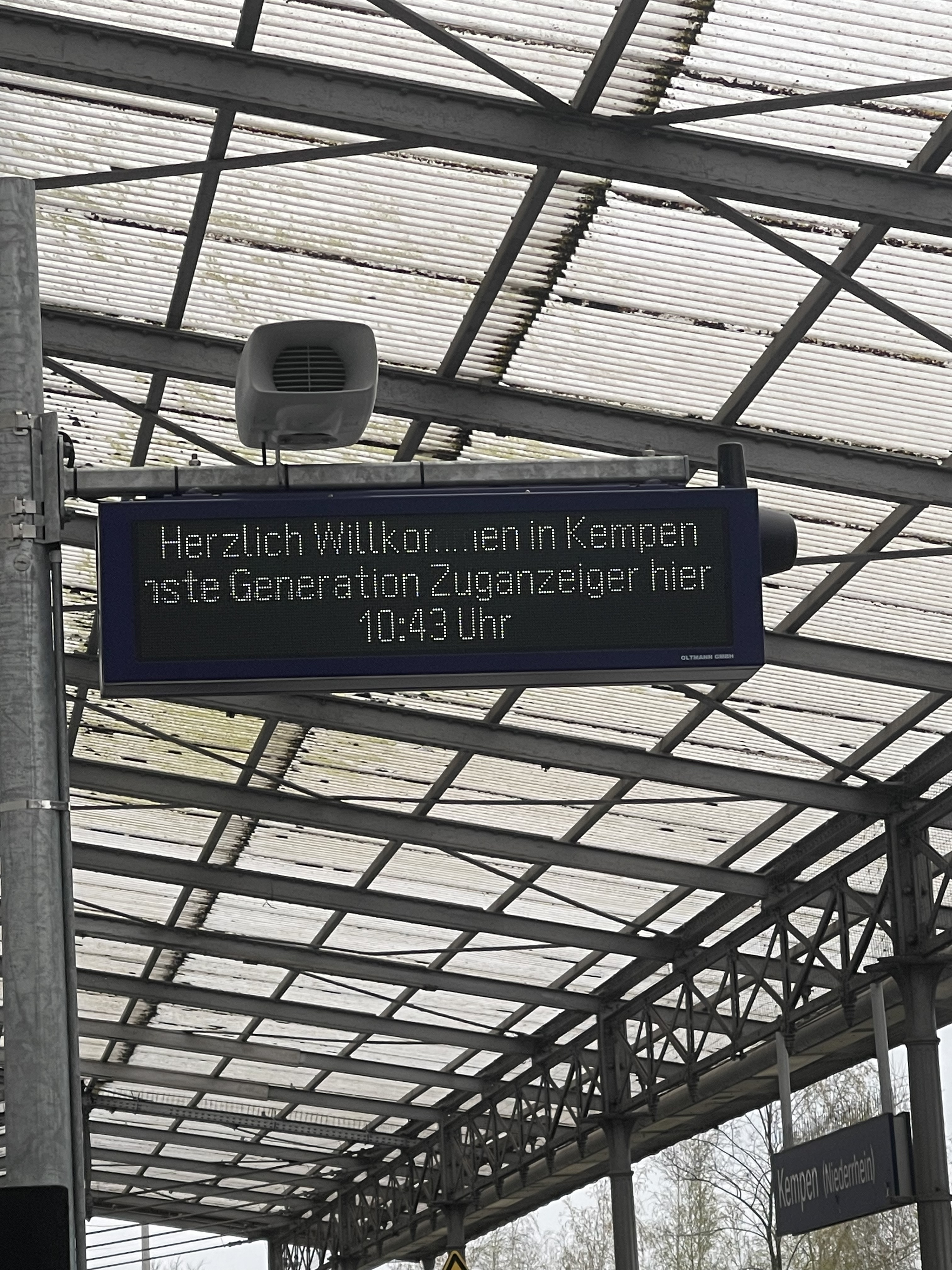
Neuer DSA+ am Bahnhof Kempen(Niederrhein)

### Ausbau
Im dritten Quartal 2022 wurden seitens der Deutschen Bahn umfangreiche Erneuerungen der Gleisanlagen im Bahnhof angekündigt und durchgeführt. Der gesamte Oberbau wurde innerhalb eines Monats ausgetauscht. Anschließend wird bis Ende November 2022 die gesamte Leit- und Sicherungstechnik im Zuge des Schnellläuferprogramms ausgetauscht. Die gesamte Strecke entlang des Bahnhofs erhält neue Digitale Stellwerke, welche durch neue Außenanlagen (Neue Signalstandorte etc.) ergänzt werden. Dadurch bieten sich neue Fahrmöglichkeiten (bspw. signalgebundener Gleiswechselbetrieb zwischen Geldern und Krefeld Hbf). Die Infrastrukturkapazitäten sollen dadurch steigen und Verspätungen durch infrastrukturbedingte Störungen seltener werden. 

### Güterverkehrsanlagen
Die ehemals umfangreichen Gleisanlage im Osten des Bahnhofes sind heute entfernt und überbaut. Im Norden sind noch ein östliches Ausweichgleis und ein Gleisanschluss vorhanden. Mehrmals wöchentlich wird das Kempener Chemieunternehmen Chemie Wall mit einem Güterzug beliefert.

### Krefelder Eisenbahn
Die Bahnanlagen der normalspurigen Krefelder Eisenbahn lagen im Osten des Bahnhofes, östlich des Güterschuppens. Ein Stationsgebäude mit Bahnsteig war in Höhe des Staatsbahnhofsgebäudes vorhanden, es gab eine Ladestraße und zwei Anschlussgleise. Die Übergabe zur Staatsbahn erfolgte im Norden des Bahnhofes.

### Kleinbahnhof
Der Bahnhof der meterspurigen Geldernschen Kreisbahn lag nördlich des Empfangsgebäudes an der Kleinbahnstraße, deren Verlauf auch dem ehemaligen Streckenverlauf entspricht. Die Gleise endeten in Kempen stumpf. Neben einem Bahnsteiggleis waren auch eine Ladestraße mit Brückenwaage, ein Umladegleis für das Umladen zur Normalspur und mehrere Abstellgleise vorhanden. Ein kleines Stationsgebäude mit Güterschuppen war ebenfalls vorhanden.

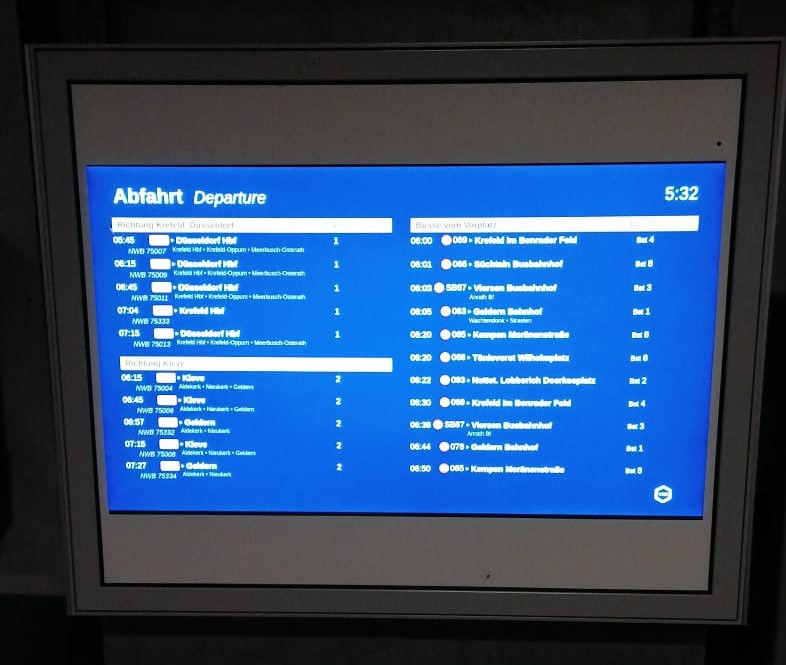
Neue digitale Informationsvitrine am Bahnhof Kempen(Niederrhein)

## Verkehr

### Eisenbahn
| Linie | Verlauf | Takt                                             |
| ----- | --- | ------------------------------------------------ |
| RE 10 | Niers-Express: Kleve – Bedburg-Hau – Goch – Weeze – Kevelaer – Geldern – Nieukerk – Aldekerk – Kempen (Niederrhein) – Krefeld Hbf – Krefeld-Oppum – Meerbusch-Osterath – Düsseldorf-Bilk – Düsseldorf Hbf Stand: Fahrplanwechsel Dezember 2023 | 30 min (werktags) 60 min (Wochenenden/Feiertage) |

Der Bahnhof wurde im Jahresfahrplan 2021 montags bis freitags ab Betriebsbeginn im 30-Minuten-Takt angefahren. Züge in Richtung Düsseldorf Hbf und Kleve hatten beide Abfahrt zur Minute 15 und 45. Abends, am Wochenende und an Feiertagen verkehren die Züge stündlich. Züge nach Düsseldorf Hbf hatten dann nur Abfahrt zur Minute 15. Züge nach Kleve haben dann nur Abfahrt zur Minute 45. In den Morgenstunden verkehrten von Montag bis Freitag zusätzliche Züge nach Krefeld Hbf sowie nach Geldern. Zusätzliche Fahrten nach Krefeld Hbf fuhren um 07:04 Uhr, 07:35 Uhr und um 08:05 Uhr. Zusätzliche Fahrten nach Geldern verkehrten um 06:57 Uhr und um 07:27 Uhr.
Durchgeführt wird der Schienenpersonennahverkehr seit 1. September 2022 von der RheinRuhrBahn als Umfirmierung eines Teiles der NordWestBahn (NWB), welche Dieseltriebwagen vom Typ LINT 41 in Einzel- bis Dreifachtraktion einsetzt. Zwischen Juni und November 2022 findet aufgrund der Bauarbeiten Schienenersatzverkehr statt.

#### Planungen
Ab dem großen Fahrplanwechsel im Jahr 2027 [veraltet] wird zusätzlich montags bis freitags im 60-Minuten-Takt die Linie RB37 (Niers-Erft-Bahn) verkehren, in Stoßzeiten alle 30 Minuten.
Nach Einführung der Linie RB37 wird diese zusammen mit der Linie RE10 mit Fahrzeugen des spanischen Herstellers CAF vom Typ CIVITY BEMU mit einer Sitzplatzkapazität von 120 bis 160 Sitzplätzen pro Triebwagen betrieben. Um der Fahrgastnachfrage gerecht zu werden, werden die neuen Triebwagen in Mehrfachtraktion eingesetzt werden, wodurch ein Ausbau aller Bahnsteige notwendig wird. Bei diesen Fahrzeugen handelt es sich um Akkumulatortriebwagen.

### Busverkehr
Zudem fahren mehrere Buslinien vorwiegend im Stundentakt vom Bahnhof Kempen in die Stadtteile und die umliegenden Gemeinden. Im öffentlichen Personennahverkehr gelten der regionale Tarif des VRR (Verkehrsverbund Rhein-Ruhr) und der NRW-Tarif.
(Stand: Dezember 2020)
Verkehrende Linien:
- SB87 (Nettetal-Lobberich Doerkesplatz → Kempen Bahnhof → Viersen Busbahnhof)
- SB87 (Viersen Busbahnhof → Kempen Bahnhof → Nettetal-Lobberich Doerkesplatz)
- 063 (Kempen Bahnhof → Geldern Bahnhof)
- 065 (Kempen Bahnhof → Kempen-Tönisberg Moränenstraße)
- 066 (Kempen Bahnhof → Viersen-Süchteln Busbahnhof)
- 068 (Kempen Bahnhof → Krefeld-Forstwald Holunderpfad)
- 069 (Kempen Bahnhof → Krefeld Hbf → Krefeld Im Benrader Feld)
- E069 (Kempen Nansenstraße → Kempen Bahnhof → Krefeld Hbf → Krefeld Im Benrader Feld)
- E069 (Krefeld Im Benrader Feld → Krefeld Hbf → Kempen Bahnhof → Kempen Nansenstraße)
- 078 (Geldern Bahnhof → Kempen Bahnhof → Grefrath Bergerplatz)
- 078 (Grefrath-Mülhausen Grefrather Straße → Kempen Bahnhof → Geldern Bahnhof)
- 093 (Kempen Bahnhof → Nettetal-Lobberich Doerkesplatz)
- X49 (Kempen Bahnhof → Willich-Anrath Bahnhof → Meerbusch Haus Meer)